# Las Vegas Trams

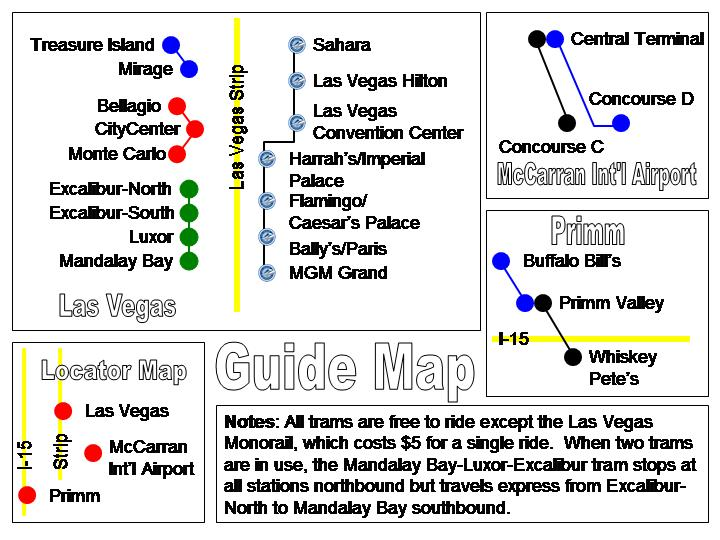

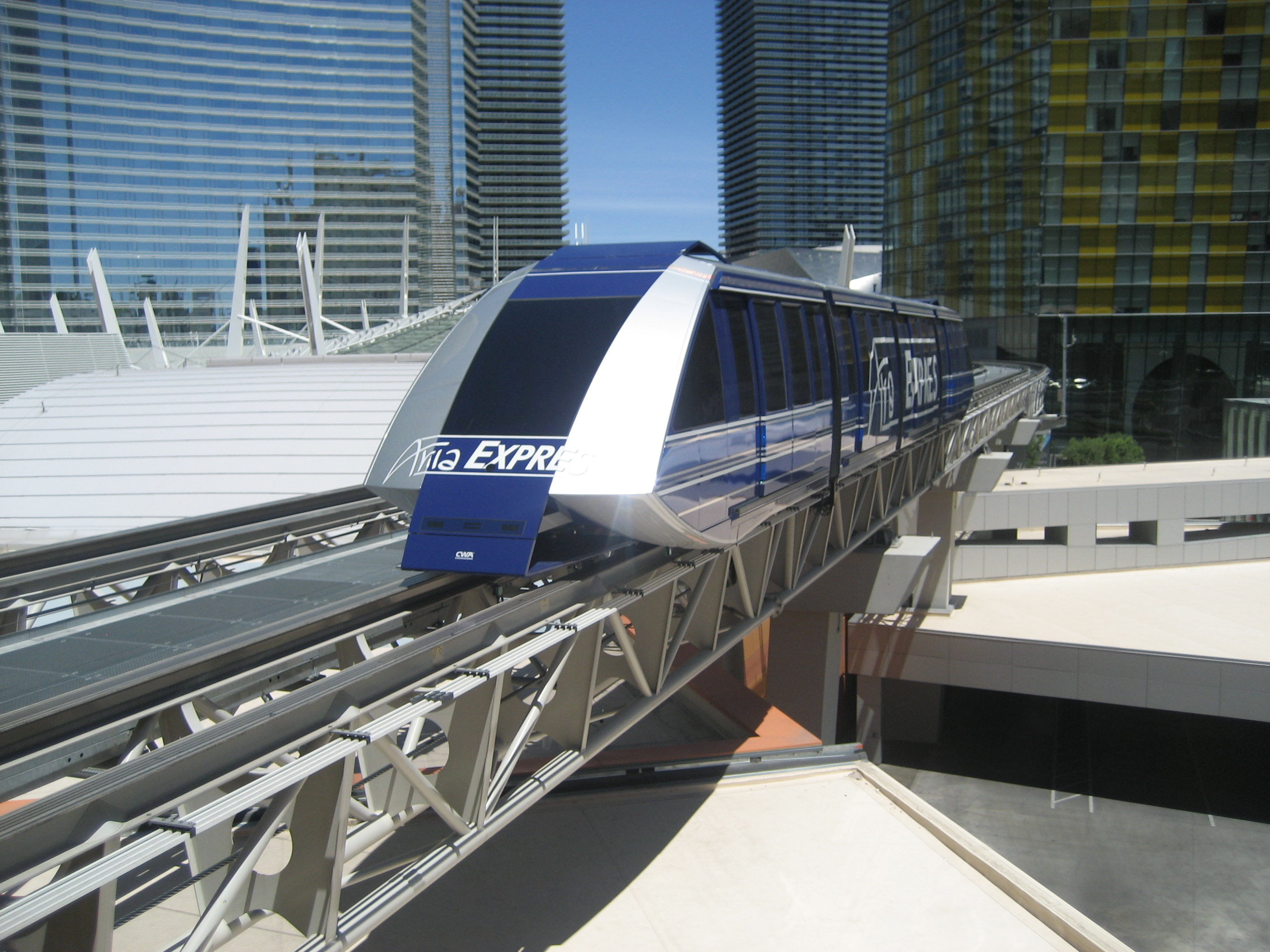
Aria Express

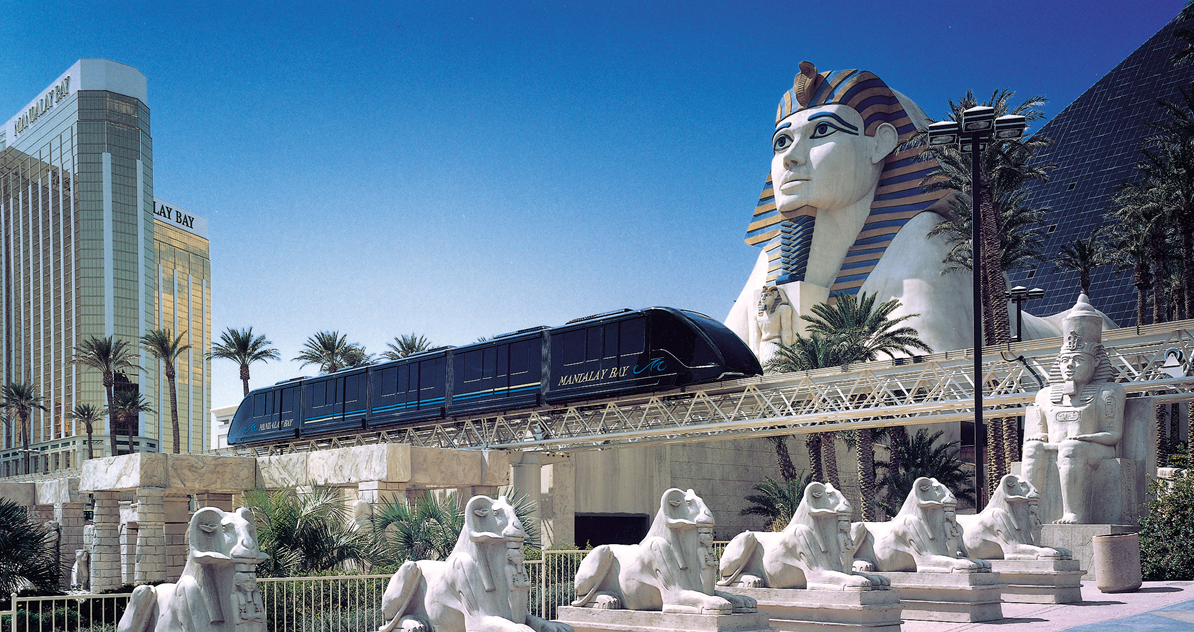
Mandalay Bay

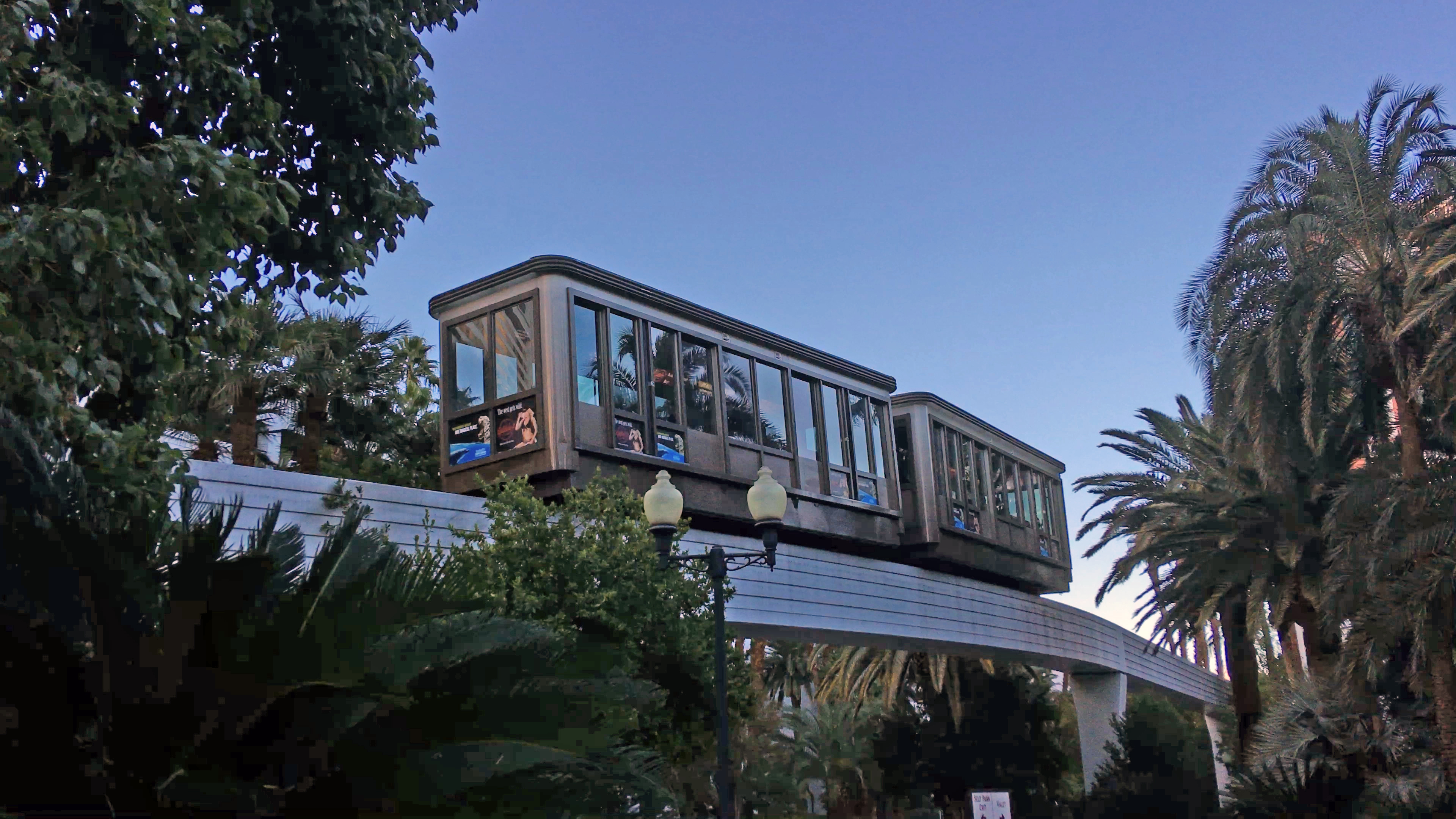
Mirage-Treasure Island

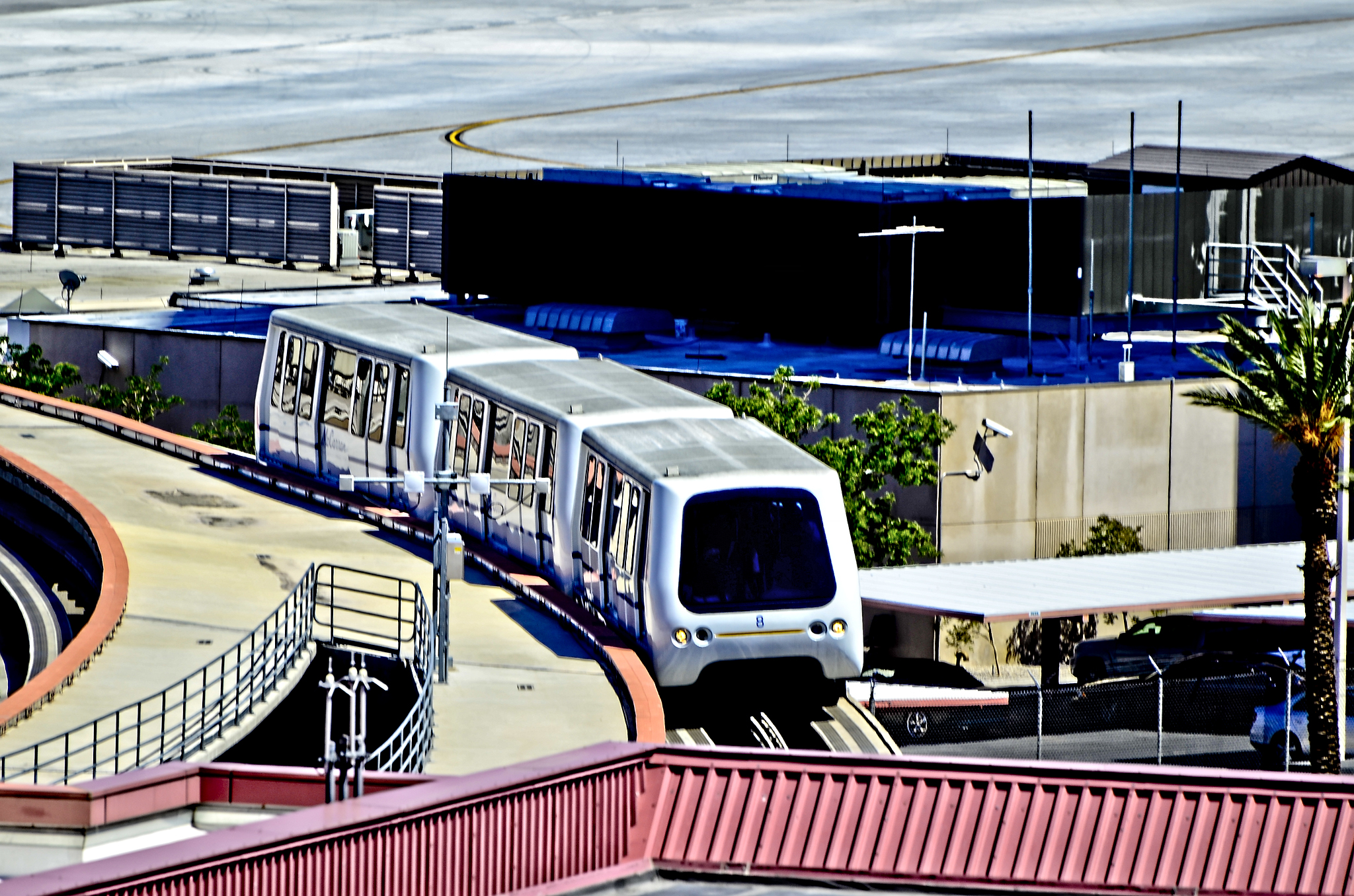
Harry Reid International airport

Les Las Vegas Trams sont les trois navettes automatiques de Las Vegas qui relient sur de courtes distances différents hôtels et casinos.

## Localisation
A l'inverse du monorail de Las Vegas qui se trouve à l'ouest, les trois navettes Tram sont toutes situées à l'est du Strip.
En 2021 les trois navettes en fonctionnement sont :
- Le Mirage-Treasure Island Tram, reliant le The Mirage hôtel-casino au Treasure Island hôtel-casino, mis en service en octobre 1993
- Le Mandalay Bay-Excalibur Tram, reliant le Mandalay Bay à l'Excalibur, mis en service en avril 1999
- Le CityCenter Tram, reliant le Bellagio au Park MGM, mis en service en décembre 2009, remplaçant un précédent système mis en service en octobre 1998

Ces trois navettes sont la propriété et desservent les hôtels et casinos de MGM Resorts International.

## Le Shuttle Circus-Circus Hôtel-casino
Au printemps 1980, le Circus-Circus Hôtel / Casino a terminé une extension de 800 chambres, Circus Circus Manor, située à environ 600 mètres à l'ouest de leur hôtel / casino existant. En raison de la distance importante entre les deux bâtiments, la direction décida qu'un système de transport était nécessaire pour connecter les bâtiments. Les objectifs du système étaient d'offrir aux clients un service fiable, pratique et divertissant, moyen de se rendre du nouvel hôtel au casino sans être retardé par le trafic local.
Les responsables ont alors invité la Division Transport de VSL Corporation pour soumettre une proposition de navette automatique basés sur la technologie  METRO-SHUTTLE 6000. En juin 1980, après seulement deux mois de planification et de négociation, un contrat a été signé pour la réalisation d'un système de transport en commun guidé de 400 mètres de long, mis en service en mai 1981, soit en onze mois. Deux véhicules sur pneu pouvant transporter 50 passagers, fabriqués en Suisse, desservaient les deux stations. La ligne était une voie simple de béton avec une boucle d'évitement qui permet aux véhicules de se croiser. Fonctionnant à sa vitesse maximum de 28 km/h, la navette peut transporter 1600 passagers dans chaque sens. Cette navette a été démantelée en 1996 lors de la reconstruction du Circus Circus Manor.
Un nouveau système de navette a été jugé nécessaire lors de la construction d'une autre extension de l'hôtel de 1 200 chambres. En conséquence, un deuxième METRO-SHUTTLE a été mis en service en 1986 pour relier l'hôtel d'origine avec le Circus-Circus Skyrise construit de l'autre côté de la rue. Cette navette de 210 mètres est un système réversible simple avec un véhicule d'une capacité de 50 passagers effectuant un voyage tous les 72 secondes. La navette peut transporter 1250 passagers dans chaque sens.
La propulsion du METRO-SHUTTLE est réalisée par un système de câble de traction alimenté par un mécanisme de poulie d'entraînement situé dans le terminal. Chacun des deux véhicules est en permanence attaché à deux câbles : un câble de transport entraîné par le système de traction et un contre-câble tendu par gravité. Cet arrangement fournit un système de propulsion qui est insensible à la plupart des conditions environnementales. L'entrainement du câble de traction se compose d'un moteur électrique qui est régulé pour contrôler la vitesse variable du câble. 
La technologie Metro-Shuttle de VSL Corporation a été abandonné et la division transport a cessé d'exister en 1996. 

## Le Mirage-Treasure Island Tram
Conçu en commun avec les équipes de Mirage Resorts et Lift Engineering en 1992, ce système de la VSL Corporation Division Transit devait être aussi discret que possible et maintenir la continuité architecturale avec les hôtels Mirage et Treasure Island. La ligne a été construite en 14 mois et mise en service en octobre 1993.
Cette ligne avec voie de guidage surélevée de 340 mètres de long fonctionne entièrement automatiquement en continu, 22 heures par jour. Le véhicule de 60 places construit dans le style des premiers câble-car américains. La ligne est équipée un train de deux véhicules, le second véhicule livré en 1994, ce qui permet une capacité de transport de 1 800 passagers par heure et par direction.
Le Mirage-Treasure Island Tram circule de 7 h à 2 h tous les jours. Sa fréquence est 15 minutes et le trajet dure environ deux à quatre minutes.
Après une mise à niveau vers l'automatisme intégral, le Mirage-Treasure Island Tram rouvre en avril 2019.

## Le Bellagio - Monte Carlo Tram / Aria Express

### L'ancienne navette Yantrak
La navette Yantrak de 730 mètres, initialement connectant les stations Bellagio et Monte Carlo a été mis en service en octobre 1998. 
La technologie de propulsion de ce système était un prototype- un convoyeur propulsé par une courroie en bordure de voie. En 2003, le propriétaire des deux complexes envisagent de construire un nouveau complexe situé directement sur la voie d'origine. De ce fait le système a été entièrement reconstruit d'avril 2004 à mars 2005,. 
Le système Yantrak n'a plus été utilisé depuis, du fait de problèmes de propulsion.

### La nouvelle navette Cable Liner

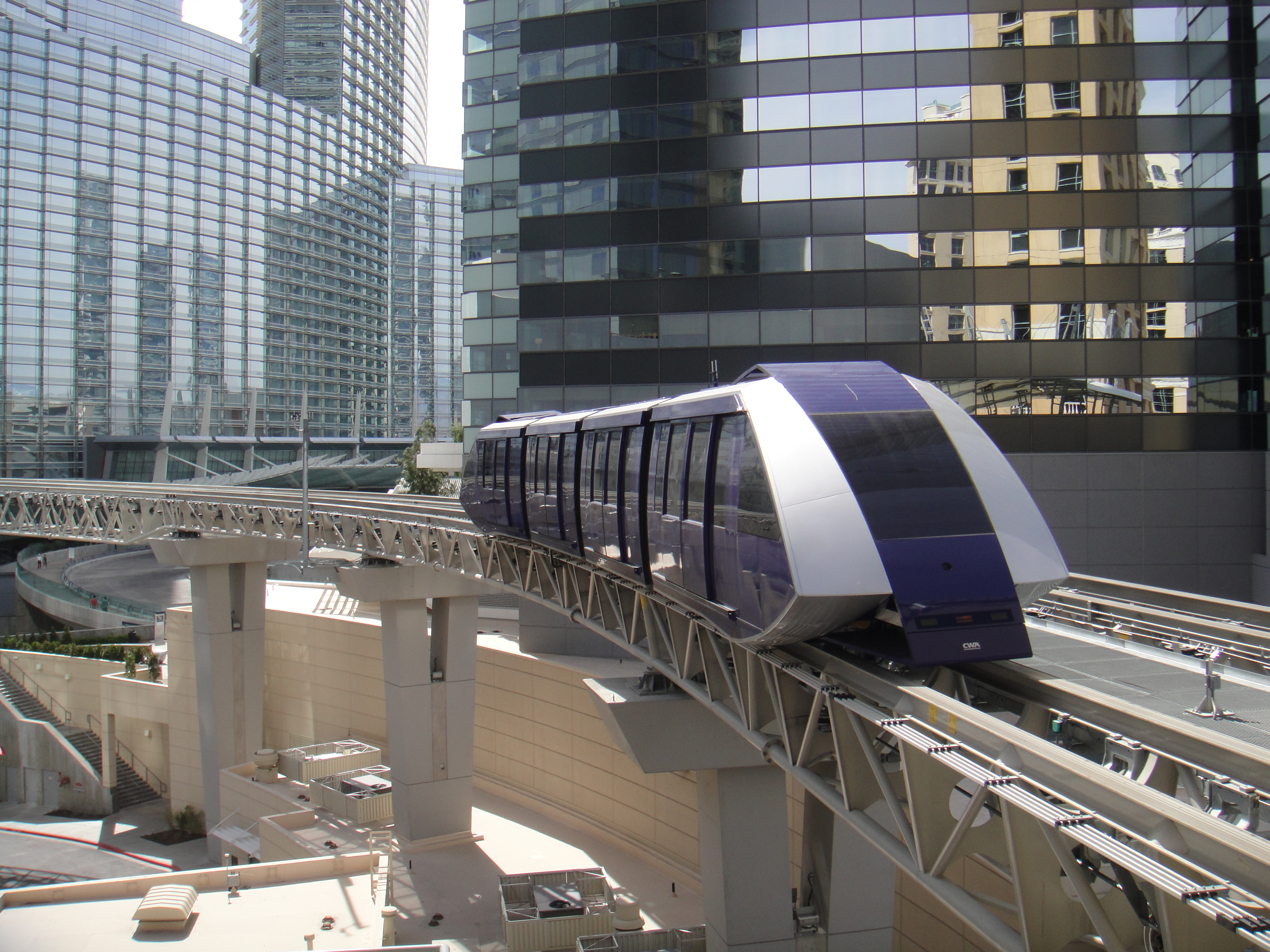
Un des deux véhicules de la ligne CityCenter

Après avoir fait une proposition en avril 2006 de navette Cable Liner à MGM Resorts, Doppelmayr reçoit une commande de 64 millions de dollars, incluant la totalité du système, en septembre de la même année. Siemens équipe la navette de ses composants électriques. La construction commence en juillet 2006. Le système fait partie du programme de construction du complexe CityCenter.
Cette nouvelle navette de trois stations, remplaçant l'ancienne, est entrée en service en décembre 2009. Le CityCenter Tram (aujourd'hui Aria Express) relie la station Crystals/Aria/Mandarin oriental au Park MGM au sud et au Bellagio au nord.  
La ligne dispose de deux voies parallèles indépendantes et d'un train de quatre voitures tiré par câble opérant sur chaque voie. Un véhicule à pleine charge peut accueillir 132 passagers. L'intervalle entre les trains est de 150 secondes. La voie surélevée de 620 m peut ainsi accueillir 3 200 passagers par heure dans chaque direction.  

## Le Mandalay Bay-Excalibur Tram
Le projet Mandalay Bay Tram a été lancé en septembre 1998, lorsque le contrat de 16 millions de dollars avec Doppelmayr a été signé. La navette Cable Liner a été achevée onze mois après l'autorisation de construire. 
Le Mandalay Bay Tram, une navette avec deux trains du type Cable Liner qui a ouvert ses portes le 9 avril 1999 sur le Strip de Las Vegas à Paradise, a été construit pour connecter trois hôtels appartenant au groupe MGM Mirage. La ligne transporte les passagers de l'intersection principale Tropicana - Las Vegas Boulevard, via l'Hôtel-casino Excalibur et l'Hôtel Luxor au Mandalay Bay Resort et Casino à l'extrémité sud. La ligne de 838 m passe au-dessus du niveau de la rue à une hauteur comprise entre 4,9 et 7,9 m. Le système à deux voies est entraîné par câble et est gratuit pour le public. Au cours de la première année d'exploitation, le système a transporté environ 21 millions de passagers. Les trains circulent entre 7h00 et 12h30 tous les jours de l'année.
La conception de train personnalisée est l'un des points forts; les trains ont été filmés pour des publicités télévisées et le groupe Mandalay Bay a breveté la conception. 

### La technologie Cable Liner
La voie de guidage est une structure ouverte et modulaire en treillis en tube d'acier en surélévation. Les voitures sont fermement attachés à un câble et fonctionnent sur des pneus pneumatiques pour assurer un fonctionnement silencieux. Les trains de cinq voitures sont propulsés par des machines d'entraînement fixes, contrôlant l'accélération, la vitesse, la propulsion et le freinage des trains. Le train peut atteindre une vitesse de déplacement de 36 km/h. 
Chacune des deux voies possède son propre câble métallique indépendant de 33 mm de diamètre, contenant une seule épissure pour en faire une boucle. Le câble a été fabriqué en usine puis épissé et testé sur place. 
Les véhicules furent fabriqués par CWA Constructions. Les automatismes sont fournis par la société Siemens.

### Fonctionnement du système en double navette
Le Mandalay Bay Tram est un système de double navettes complètement indépendantes fonctionnant côte à côte. La voie est a des arrêts intermédiaires. La piste ouest n'a que des arrêts à chaque extrémité de la ligne - Mandalay Bay et Excalibur. Si un seul train est en marche, c'est sur la voie est et il va à Mandalay Bay en direction du sud, et s'arrête à toutes les stations pour revenir au nord. Pendant les périodes de pointe lorsque les deux trains circulent, ils s'arrêteront tous les deux à toutes les stations le long de sa voie. 
Une des navettes dessert les quatre stations le long de l'itinéraire, tandis que l'autre fournit une liaison express entre les deux stations d'extrémité. Chaque navette se compose d'un train avec cinq voitures. Chaque voiture transporte 32 passagers, ainsi chaque train a une capacité totale de 160 passagers. L'intervalle entre trains est de 220 secondes et le temps d'arrêt est de 50 secondes. Le système 1 (est) transporte 1 300 passagers par heure et par direction et comporte quatre stations, le système 2 (ouest) transporte 1 900 passagers par heure et par direction avec deux stations. Les trains reviennent à vide dans la direction opposée entre chaque trajet de transport de passagers. 